# Stenopogon xanthomelas
Stenopogon xanthomelas är en tvåvingeart som beskrevs av Friedrich Hermann Loew 1868. Stenopogon xanthomelas ingår i släktet Stenopogon och familjen rovflugor.
Artens utbredningsområde är Turkiet. Inga underarter finns listade i Catalogue of Life.